# Connors’ War
Connors’ War ist ein US-amerikanischer Actionfilm aus dem Jahr 2006. In den Hauptrollen sind Anthony Criss, der durch Naughty by Nature bekannt wurde, sowie Nia Peeples und Blu Mankuma zu sehen. In den USA kam er am 26. September 2006 in die Kinos. Der deutsche DVD-Erscheinungstermin war der 6. Februar 2007. Einen Monat zuvor, am 9. Januar 2007, erschien die Leih-DVD.

## Handlung
Bei einem Einsatz zur Befreiung der First Lady aus einer Geiselnahme kommt es zu einer Explosion, bei der der Agent Connors sein Augenlicht verliert.
Drei Jahre später wird Connors von seinem ehemaligen Chef Brooks aufgesucht. Dieser berichtet ihm, dass seine ehemalige Agenten-Einheit aufgelöst werden soll, da der derzeitige Präsident auf Anraten von Darryl Greene verstärkt auf technische Maßnahmen wie Drohnen und Satelliten zur Terrorismusbekämpfung setzen will. Daher bittet Brooks seinen früheren Schützling Connors ihn bei einem letzten Einsatz zu unterstützen. Brooks möchte, dass Connors die zentrale Steuereinheit des neuartigen Satelliten stehlen soll. Diese will Brooks nach 24 Stunden dem Präsidenten aushändigen, um ihn davon zu überzeugen, dass – nicht mehr auf Menschen, sondern auf die Technik zu setzen – das riskantere Unterfangen ist. Auf diese Weise will Brooks die Auflösung seines Teams verhindern.
Diesen Einsatz kann Connors jedoch nicht ohne Augenlicht durchführen. Daher unterzieht er sich einer experimentellen Behandlung, bei der ihm von Dr. Mackenzie und seiner Assistentin eine Flüssigkeit in den Augapfel injiziert wird, die sich zu einem Tapetum verfestigt. Dadurch kann er Licht und Farben noch intensiver als mit gesunden Augen wahrnehmen. Dank seiner zurückgewonnenen Sehkraft dringt Connors in die Basis ein und legt die Stromversorgung lahm. In absoluter Dunkelheit gelingt es ihm den Stahlkoffer zu entwenden, auf den es sein Mentor Brooks abgesehen hat. Auf seiner Flucht kommt es jedoch, ausgelöst durch das UV-Licht der Morgendämmerung, zu einer Abstoßungsreaktion seines Körpers auf das Tapetum. Er verunglückt mit seinem Fluchtwagen, wird allerdings von Brooks bereits erwartet und ihm gelingt durch seine Hilfe die Flucht mit der Beute. Um sich von den stärker werdenden Schmerzen zu befreien und sich das Tapetum wieder entfernen zu lassen, sucht Connors erneut Dr. Mackenzie auf. Brooks begutachtet unterdessen im Beisein von Amanda den Inhalt des Stahlkoffers.
Connors erwacht auf seinem Hausboot aus der Narkose, während Amanda ihm in der Küche ein Mittagessen vorbereitet. Amanda berichtet ihm davon, dass der Inhalt des Koffers nicht wie eine Festplatte oder Steuereinheit aussah, sondern eher wie eine Thermoskanne. Daraufhin wird Connors klar, dass er unter einem Vorwand in die Basis geschickt wurde. Brooks wollte zu keinem Zeitpunkt die Auflösung seiner Einheit verhindern, stattdessen war er auf Rache aus. Deshalb hat er Connors benutzt, um einen Behälter „CMC-12“, ein hochwirksames Nervengas, das erstmals in der Operation „Desert Storm“ zum Einsatz kam, zu entwenden. Damals gab Darryl Greene den Befehl, einen Angriff mit dem Nervengas auf irakische Einheiten zu fliegen, obwohl diese bereits Kuwait geräumt hatten und sich auf dem Rückzug befanden. Diesen Feldversuch konnte Brooks dem Befehlshaber Greene nicht verzeihen, genauso wenig wie die Auflösung seiner Einheit und seine eigene Suspendierung.
Brooks bedroht nun mit dem Nervengas Washington, D.C., indem er sich gegenüber vom Weißen Haus in demselben Hotel verschanzt hat, in dem drei Jahre zuvor die Geiselnahme der First Lady stattfand, bei der Connor sein Augenlicht verlor, weil Greene den Befehl zum Sturm des mit Sprengstoff präparierten Bankettsaals gab.
Connors lässt sich von Amanda erneut das Tapetum injizieren, um das Nervengas in seinen Besitz zu bringen und die Stadt zu retten. Connor gelingt es, Brooks auf dem Dach des Hotels zu überwältigen und die Kontaminierung des Stadtgebiets durch das Nervengas zu verhindern.

## Kritiken
„Mit einem Pop-Star in der Hauptrolle besetzter Actionfilm, handwerklich solide, aber mit einer Handlung, die in etlichen Variationen schon dutzendfach abgedreht wurde.“

„Schlecht gespielt, lieblos abgedreht – und auch die Action ist dilettantisch.“

## Auszeichnungen
Im Jahr 2007 wurden Mark Lanza (supervising sound editor), Vic Radulich (supervising dialogue editor), Louis Castle (music editor) und Michael Mullane (editor) für den Golden Reel Award in der Kategorie „Best Sound Editing in a Direct to Video Project“ nominiert.